# Vatica pallida
Vatica pallida är en tvåhjärtbladig växtart som beskrevs av William Turner Thiselton Dyer. Vatica pallida ingår i släktet Vatica och familjen Dipterocarpaceae. Inga underarter finns listade i Catalogue of Life.